# Metrocrypta bucculenta
Metrocrypta bucculenta är en mossdjursart som beskrevs av Ferdinand Canu och Ray Smith Bassler 1917. Metrocrypta bucculenta ingår i släktet Metrocrypta och familjen Stomachetosellidae. Inga underarter finns listade i Catalogue of Life.